# Locastra ardua
Locastra ardua är en fjärilsart som beskrevs av Swinhoe 1902. Locastra ardua ingår i släktet Locastra och familjen mott. Inga underarter finns listade i Catalogue of Life.